# Lasiurus intermedius
Lasiurus intermedius är en fladdermus som beskrevs 1862 av Harrison Allen. Arten ingår i släktet Lasiurus och familjen läderlappar. IUCN kategoriserar den som globalt livskraftig. Inga underarter finns listade i Catalogue of Life men Wilson & Reeder (2005) skiljer mellan två underarter.

## Utseende
Arten blir 12 till 13 cm lång (inklusive svans) och väger 17 till 22 g. Hanar är vanligen mindre än honor. Pälsen är på ovansidan gulbrun till gulorange. Undersidan och flygmembranen är bara glest täckt med hår.

## Utbredning och habitat
Fladdermusen förekommer i östra Nordamerika och i Centralamerika. Utbredningsområdet sträcker sig från New Jersey (USA) över Florida, Texas och Mexiko till Honduras. Enstaka fynd finns från Costa Rica. Arten lever på låglandet och i bergstrakter upp till 1600 meter över havet.

## Ekologi
Habitatet utgörs av blandskogar och av buskskogar. Individerna vilar på spansk mossa som växer på träd, på palmblad och på andra växtdelar. I motsats till andra arter av samma släkte förekommer ofta mindre flockar och före ungarnas födelse bildar honor kolonier. I norra delar av utbredningsområdet föds i maj eller juni 2 till 4 ungar. Jakten på insekter sker cirka 3 till 4 meter över marken i öppna landskap. Vanliga byten är skalbaggar, myggor, flygande myror, dvärgstritar och trollsländor. En av dess predatorer är tornugglan. L. intermedius är aktiv hela året. Bara under särskilt kalla nätter kan den hamna i en sorts dvala, så kallad torpor. Ungarna föds nakna och är i början mycket osjälvständig. Redan i slutet av juni eller i början av juli kan de flyga. Ungarna stannar vanligen vid viloplatsen när modern jagar.